# Vladîslavivka, Mlîniv
Vladîslavivka (în ucraineană Владиславівка) este localitatea de reședință a comunei Vladîslavivka din raionul Mlîniv, regiunea Rivne, Ucraina.

## Demografie
Componența lingvistică a localității Vladîslavivka
     Ucraineană (99,07%)
     Alte limbi (0,93%)
Conform recensământului din 2001, majoritatea populației localității Vladîslavivka era vorbitoare de ucraineană (99,07%), existând în minoritate și vorbitori de alte limbi.